# Belize (Cabinda)
Belize é uma cidade e município da província de Cabinda, em Angola. Até setembro de 2024 era o município mais setentrional do país.
Tem 1 600 km² e cerca de 18 mil habitantes. É limitado a norte pelo Congo-Brazavile, a leste pelo município de Miconje, a sul pelo Congo-Quinxassa, e a oeste pelos municípios do Necuto e Buco-Zau.
O município é constituído pela comuna-sede, equivalente à cidade de Belize, e ainda pela comuna de Luali. Anteriormente seu território continha a comuna de Miconje.